# Nová Ves u Mladé Vožice
Nová Ves u Mladé Vožice là một làng thuộc huyện Tábor, vùng Jihočeský, Cộng hòa Séc.

## Tập ảnh

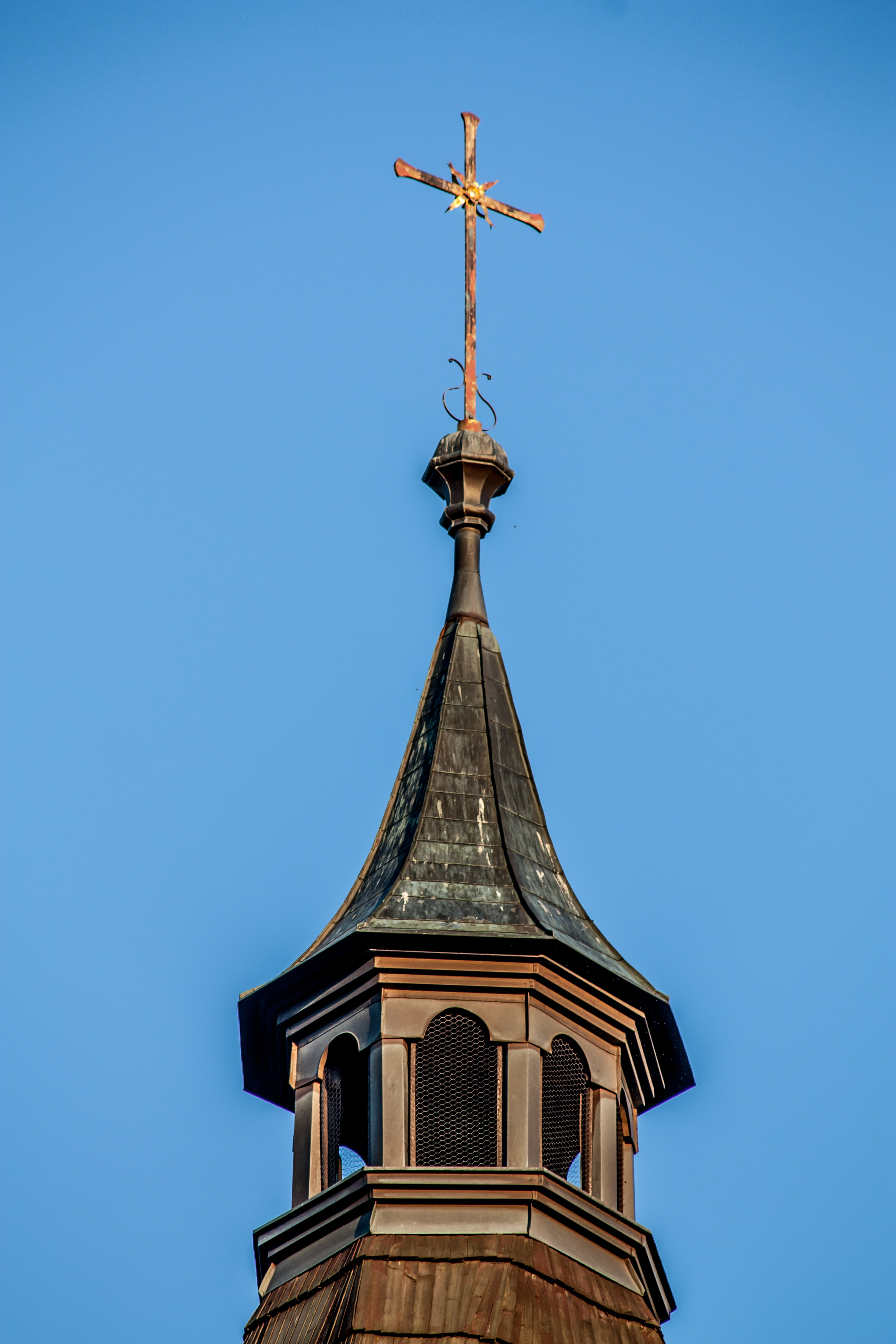
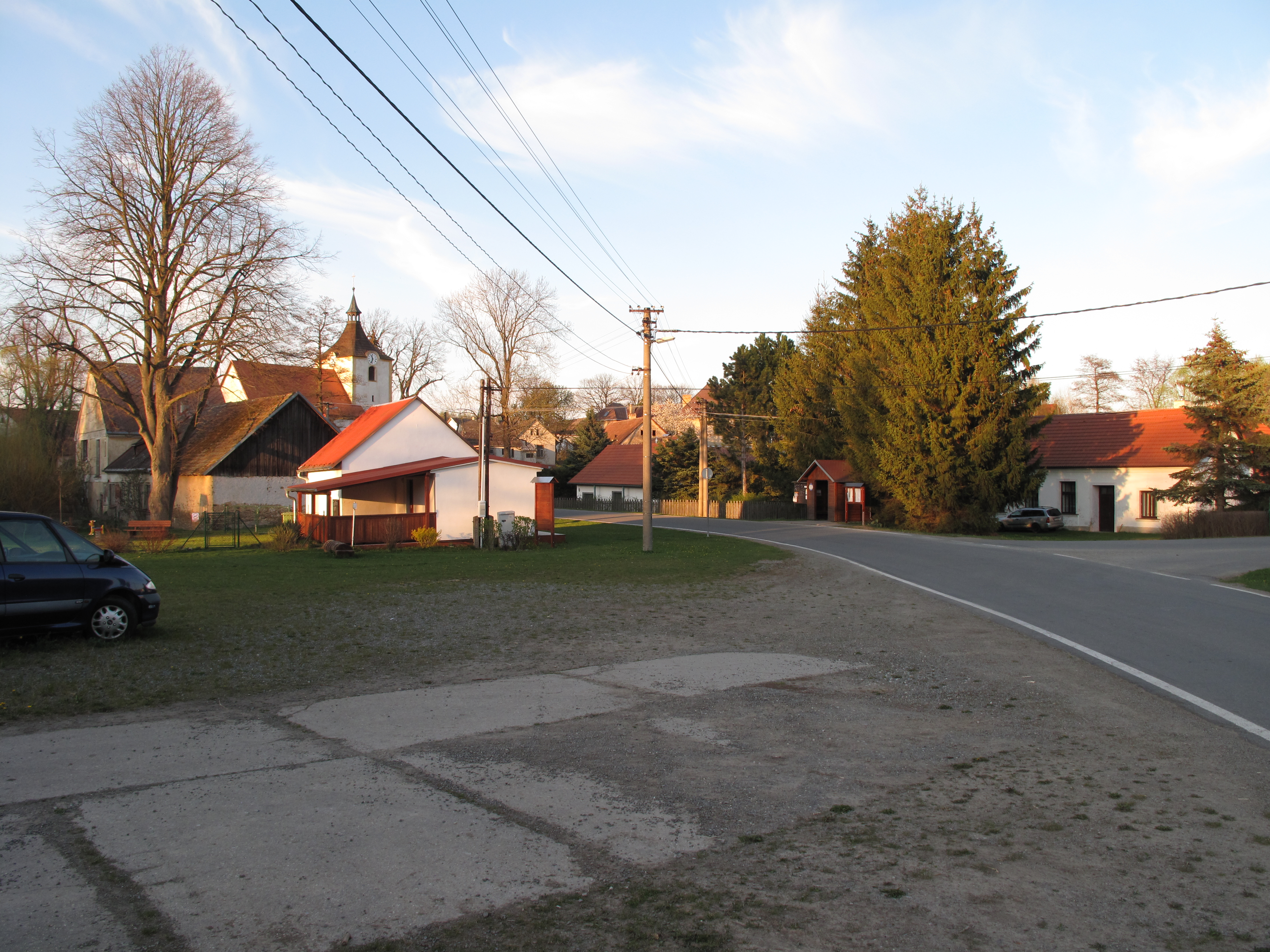
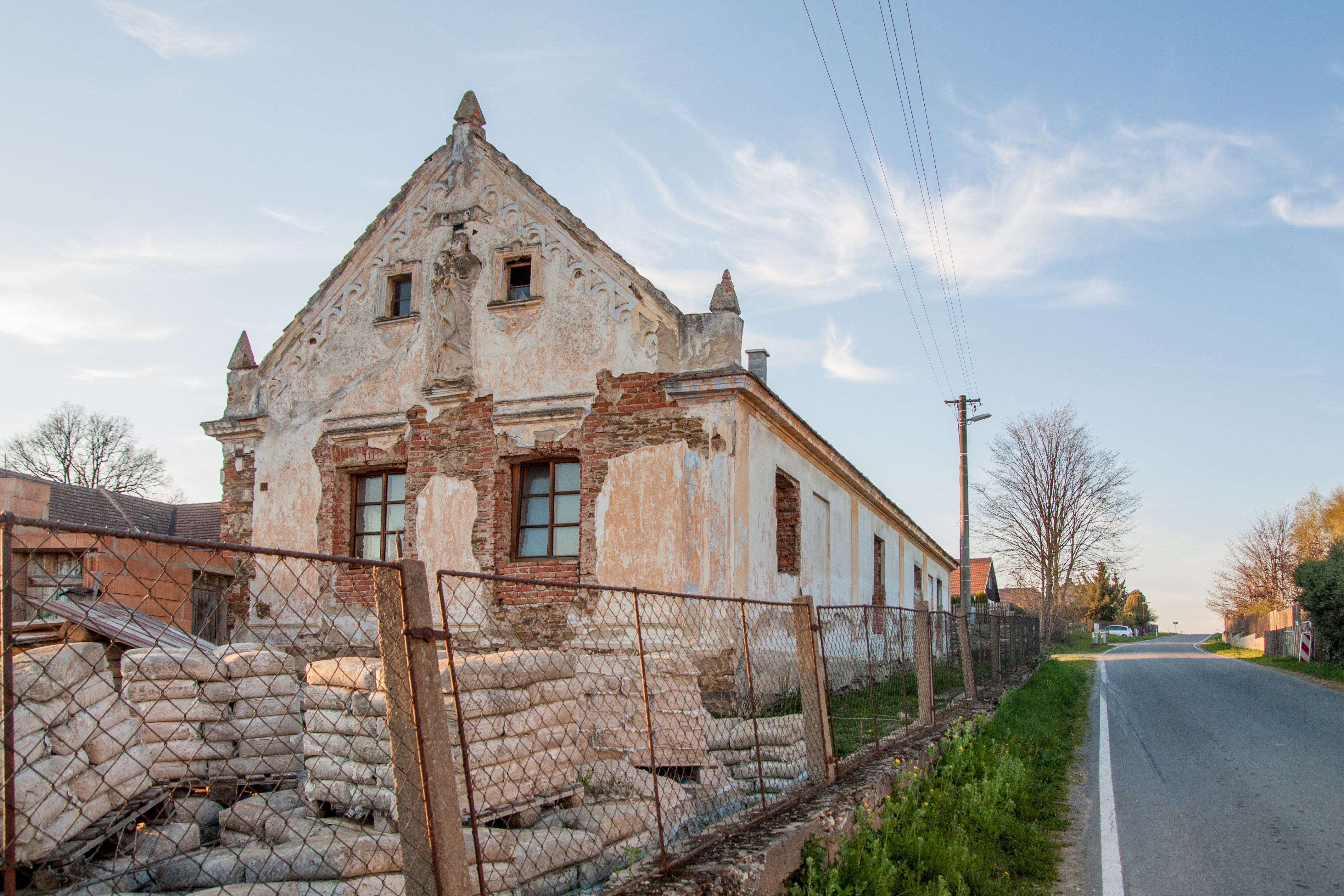